# Sinulog

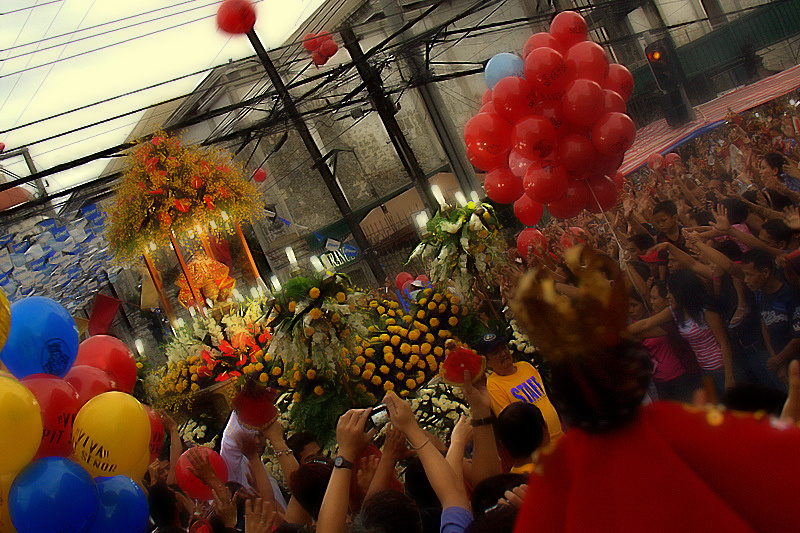
Procesión.

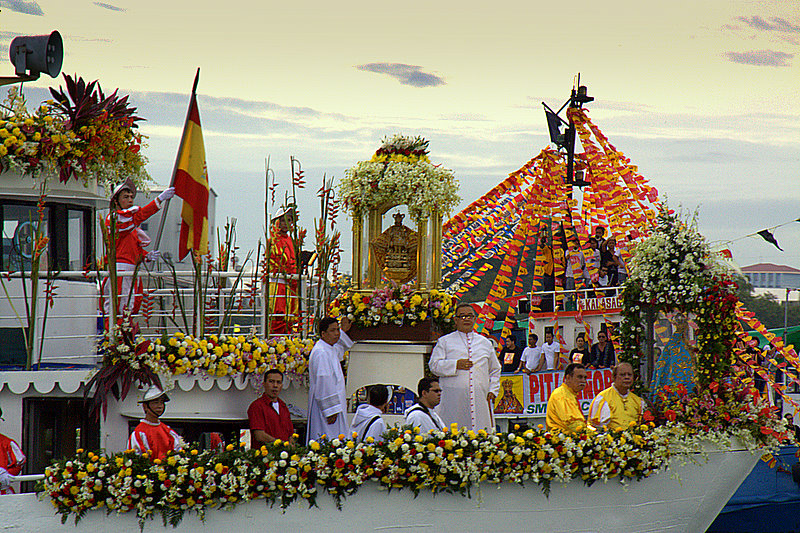
Procesión fluvial.

El Sinulog es un festival religioso y cultural celebrado todos los años el tercer domingo de enero en la ciudad de Cebu, Filipinas. Se trata de una festividad católica en honor del niño Jesús, conocido como el Santo Niño de Cebu, patrón de la ciudad de Cebu. Consiste en varias procesiones religiosas y un baile ritual que conmemora la aceptación del Catolicismo del pueblo filipino en el siglo XVI.
El festival ofrece una procesión con participantes vestidos con ropas coloridas bailando al ritmo de los tambores, trompetas y gongs nativos. Versiones más pequeñas del festival también se celebran en otras partes de la provincia, también para honrar al Santo Niño. También hay un "Sinulog sa Kabataan" en el que participan jóvenes de Cebu una semana antes de la procesión. El festival ha sido promovido como atracción turística, con un concurso y procesiones que ofrecen una variopinta postal cultural a la gente venida de todo el país.
El concurso Sinulog normalmente se celebra en el complejo de deportes de la ciudad de Cebú.